# Битва за Бардию
Битва за Бардию (англ. Battle of Bardia, итал. Battaglia di Bardia) — проходившее с 3 по 5 января 1941 года трёхдневное сражение между войсками западных союзников и фашистской Италии, составная часть Ливийской операции. Данное сражение стало первым за всю войну, в котором приняли участие австралийские войска, первым сражением под командованием австралийского генерала и первым сражением, организованным австралийским штабом.
В ходе сражения 6-я австралийская дивизия под командованием генерал-майора Ивена Маккея под прикрытием артиллерии и при поддержке с воздуха и с моря атаковала прочно удерживаемую итальянцами крепость Бардия в Ливии. Как удалось установить в ходе разведки, на северо-западе данная крепость была укреплена слабо. В связи с этим именно туда направилась 16-я австралийская пехотная бригада. С помощью бангалорских торпед сапёрам удалось пробить бреши в колючей проволоке, окружавшей позиции противника. Противотанковый ров был частично засыпан кирками и лопатами. Это позволило пехоте и 23 танкам «Матильда» из 7-го королевского танкового полка войти в город и захватить его, взяв при этом восемь тысяч пленных.
В ходе второго этапа операции австралийская армия через пробитую брешь прорвалась ко второй линии обороны. 4 января союзники взяли посёлок Бардия, де-факто расколов крепость надвое. В ходе данного прорыва было взято ещё три тысячи пленных. К концу дня итальянцы продолжали оказывать сопротивление оставалось только в северной и самой южной частях крепости. На третий день 19-я австралийская пехотная бригада продвинулась на юг от Бардии при поддержке артиллерии и шести действующих танков «Матильда». Благодаря продвижению данного подразделения, 17-я бригада также прошла вперёд и значительно уменьшила площадь подконтрольного противнику участка. На севере же бои вскоре стихли, поскольку обороняющиеся там итальянские подразделения сдались 16-й австралийской пехотной бригаде.
Всего в ходе сражения было взято 36 000 пленных. Победа при Бардии позволила союзным войскам продолжить наступление в Ливии и захватить почти всю Киренаику. Из-за прорыва итальянских позиций Нацистская Германия была вынуждена оттянуть часть сил и направить их в Африку для проведения операции «Зонненблюме», изменившей характер военных действий на всём североафриканском фронте.

## Предыстория
10 июня 1940 года Италия объявила войну Британской империи. Страны граничили между собой в Северной Африке — Италия владела Ливией, а Британия де-факто контролировала Египет. Сразу после этого на границе начались набеги и стычки. 13 сентября началось полноценное наступление — итальянские войска продвинулись через границу, достигнув Сиди-Баррани к 16 сентября. На этом их продвижение было временно остановлено из-за трудностей в логистике.
Британцы считали отправку кораблей с остров в Египет по наиболее короткому маршруту недопустимо опасной из-за итальянского расположения поблизости путей. Из-за этого им приходилось отправлять суда вокруг мыса Доброй Надежды. Именно по этой причине армию под командованием генерала Арчибальда Уэйвелла было проще усилить войсками из колоний империи — Австралии, Новой Зеландии и Индии. Тем не менее, Британия отправляла войска и припасы с островов даже после падения Франции, несмотря на угрозу вторжения со стороны Германии. В частности в 1940 году августовский конвой доставил орудия, боеприпасы и три танковых полка, включая 7-й королевский с танками «Матильда».
9 декабря 1940 года войска армии «Нил» под командованием генерал-майора Ричарда О’Коннора атаковали итальянские позиции в Сиди-Баррани. Нападение было успешным — 38 000 итальянских солдат было взято в плен, остальные отброшены обратно в Ливию. Подразделения союзников преследовали их, а 7-я бронетанковая дивизия обосновалась к западу от крепости Бардия, перерезав наземные коммуникации между сильным гарнизоном Италии и Тобруком. 11 декабря Уэйвелл решил вывести 4-ю индийскую пехотную дивизию и отправить её в Судан для участия в Восточно-Африканской кампании. Взамен данного подразделения из Египта выдвинулась 6-я австралийская пехотная дивизия под командования генерал-майора Ивена Маккея. 21 декабря 1940 года австралийский военачальник принял на себя командование подразделением.

## Место битвы
В отличие от Великого песчаного моря, прибрежная часть Ливийской пустыни каменистая, а не песчаная. Однако она не менее засушлива и не имеет растительности. Близко к берегу земля изрешечена вади — сухими руслами рек. Военные машины без особых проблем пересекали эту местность, хотя жара, пыль и ветер приводили к их быстрому износу. Район также был очень малонаселённым. Это позволяло использовать бомбы и снаряды с минимальным риском появления жертв среди мирного населения. Ночи в данном регионе бывают очень холодными, а дни — нестерпимо жаркими. В этой части Ливии практически не было еды, воды и укрытий, однако она была свободна и от болезней.

## Баланс сил, планирование и подготовка позиций

### Италия
После катастрофы в Сиди-Баррани и ухода из Египта 23-й корпус корпусного генерала Аннибале Бергонцоли вновь столкнулся с британцами в ходе обороны Бардии. Дуче фашизма Бенито Муссолини писал ему: «Я даю Вам задачу трудную, но ту, что соответствует Вашему уровню мужества и опыта, — задачу защищать Бардию до последнего. Я уверен, что „Электрическая борода“ и его храбрые солдаты выстоят любой ценой и будут верны долгу до последнего». В ответ Бергонцоли ответил: «Меня осведомили о предоставленной мне чести, и сегодня я повторил своим войскам ваше послание — простое и недвусмысленное. Мы стоим в Бардии… и мы здесь останемся». Под командованием Боргонцоли находился отряд из примерно 45 000 защитников крепости. По периметру располагались остатки четырёх дивизий, ранее осуществлявших вторжение в Египет. Северный сектор (Gerfah) удерживала 2-я дивизия чёрнорубашечников — «28 октября». Центральный сектор (Ponticelli) держала 1-я дивизия чёрнорубашечников — «23 марта», а также части 62-й пехотной дивизии «Мармарика». Последний южный сектор (Mereiga) — 63-я пехотная дивизия «Чирена» и вторая часть «Мармарики». Под командованием Аннибале также находились остатки ранее расформированной 64-й пехотной дивизии «Катандзаро», около 6000 солдат «Пограничной охраны», три роты берсальеров, часть спешенного кавалерийского полка «Витторио Эммануэле» и пулемётная рота 60-й пехотной дивизии «Сабрата».
Все эти дивизии охраняли периметр длиной в 29 километров с почти непрерывным противотанковым рвом, широким заграждением из колючей проволоки и двумя рядами опорных пунктов. Последние располагались на расстоянии примерно 730 метров друг от друга. Напротив каждого был противотанковый ров, прикрытый тонкими досками. В каждом из таких пунктов располагалось по одной или две 47-мм противотанковой пушке Böhler M35 и два или четыре пулемёта. Орудие могло вести стрельбу из специальных ям с бетонными стенами, соединённых между собой траншеями с глубоким подземным бункером для защиты от встречного огня. Каждый такой пост занимал взвод или рота. Внутренний ряд отличался от внешнего лишь отсутствием противотанковых рвов. Посты были пронумерованы в шахматном порядке с юга на север. Союзники знали их благодаря отметкам на картах, снятых с убитых и пленных в Сиди-Баррани. В южном углу периметра была дополнительная линия обороны известная как «распределительная» (англ. Switch Line). Перед некоторыми другими постами были оборонительные минные заграждения. Главным недостатком этой оборонительной позиции был тот факт, что в случае прорыва противника внутрь любой из опорных пунктов, не защищённый с обратной стороны, становился достаточно лёгкой мишенью для войск.

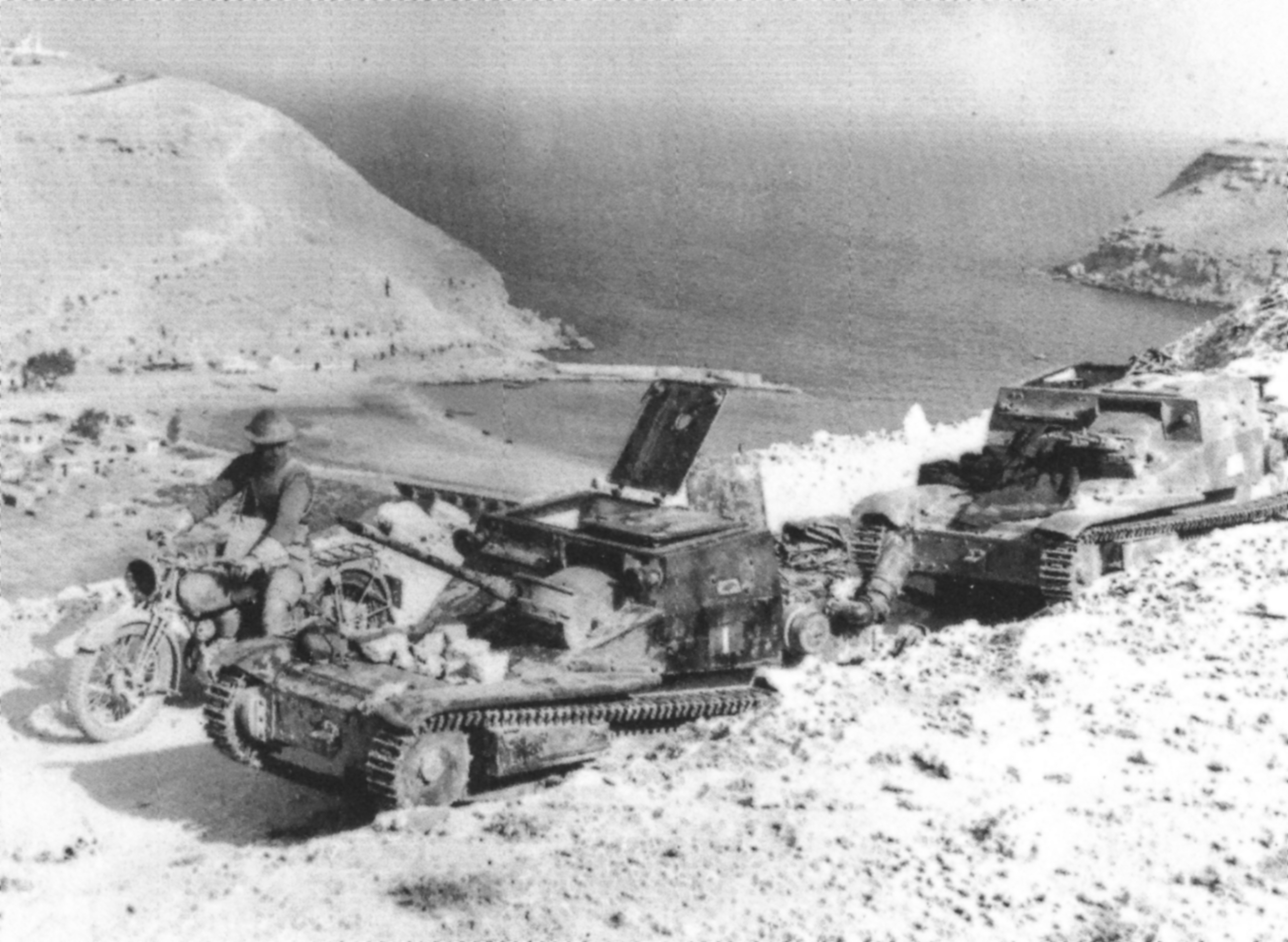
Трофейные итальянские танкетки L3. На заднем плане — городок Бардия и его небольшая гавань. Нижняя Бардия находится на среднем расстоянии; Верхняя Бардия возвышается на скалах на заднем плане

Помимо достаточно большого количества солдат, в распоряжении у Боргонцоли находилось и значительное количество артиллерии, в том числе сорок одна 20-мм зенитная установка Breda Mod.; восемьдесят пять 47-мм противотанковых орудий Böhler M35; двадцать шесть противотанковых ружей Solothurn S-18/1000; сорок одно орудие пехотной поддержки 65/17 Mod.; сто сорок семь 75 и 77-мм полевых орудий 75/32 Mod.; семьдесят шесть 100-мм пушек Škoda Vz. 1916 и 27 150-мм средних гаубиц Škoda Vz. 1914. Моделей ружей и орудий, таким образом, было достаточно много. К тому же многие из них были достаточно старые, из-за чего возникали трудности с поставками запчастей. Они часто имели изношенные стволы, из-за чего их точность была ниже, чем у пушек нового образца. Многие боеприпасы и заряды также были старыми, а до двух третей взрывателей — неисправными. Из-за этого в ходе битвы большое количество выпущенных итальянцами боеприпасов не взорвалось. Помимо этого в распоряжении итальянцев было несколько моделей пулемётов с, в общей сложности, семью типами боеприпасов к ним. Основной ручной пулемёт, Breda Mod. 30, имел низкую скорострельность и репутацию оружия, у которого часто возникают помехи при стрельбе. Станковый FIAT-Revelli M1914 был громоздким и сложным оружием, чья стрельба к тому же часто останавливалась. Некоторые из них, как, например, FIAT-Revelli M1935, были перестроены и усовершенствованы, однако они всё ещё оставались ненадёжными. Италия к началу войны страдала от нехватки сырья. Это, вкупе с возросшей скоростью военной модернизации, привело к проблемам в производстве современного оружия и, как следствие, свели на нет усилия правительства по снабжению армии лучшими образцами вооружения. В результате огневая мощь защитников по сравнению с той, что могла бы быть при достаточном уровне модернизации, была достаточно невысокой.
В качестве «мобильного резерва» у итальянской армии было тридцать средних танков M13/40 и сто пятнадцать танкеток L3/35. Вторые были в целом бесполезны. Первые были достаточно эффективными средними машинами, вооружёнными четырьмя пулемётами 47-мм противотанковой пушкой, установленной в башне в качестве основного вооружения, и были «в целом равны британским военным машинам». 20-мм броня на M13/40 хоть и была несравнимо толще, чем на танкетках, всё же могла быть пробита британской 2-х фунтовой пушкой. Танкетки и вовсе не могли сравнится с «Матильдами» ни по броне, ни по огневой мощи. Кроме того, ни один из итальянских танков не был оснащён радиостанцией, что значительно затрудняло координацию.
Боргонцоли знал, что если Бардию и Тобрук удастся удержать, то британское продвижение дальше в Ливию, вероятно, провалится из-за логистических трудностей связанных с поддержанием сил в пустыне и протяжённостью наземной линии снабжения. Не зная, как долго ему придётся держать оборону в одиночку, Аннибале был вынужден нормировать свои запасы еды и воды, чтобы не дать О’Коннору заморить свои войска голодом. Однако ограниченность в припасах и, как следствие, голод и жажда отрицательно сказались на боевом духе итальянцев, и без того поколеблённом поражением при Сиди-Баррани. Помимо этого, в лагере был высокий уровень антисанитарии, распространены вши и дизентерия, что также отрицательно сказалось на готовности защитников крепости к сражению.

### Западные союзники
6-я австралийская пехотная дивизия была сформирована в сентябре 1939 года и включена в состав Второй группы австралийских имперских сил. Премьер-министр страны Роберт Мензис приказал передать их все под командование резервистов, а не офицеров регулярной армии. Это было связано с тем, что последние активно и публично критиковали оборонительную политику правых политических сил, правивших в Австралии. Эта политика была в основном полезна Королевскому австралийскому военно-морскому флоту, на долю которого в межвоенный период приходилась большая часть расходов. В результате, когда пришла война, австралийская армия оказалась вооружена также, как и в годы Первой мировой войны. Её заводы же оказались способны производить лишь стрелковое вооружение. К счастью для австралийцев, основное оружие Британской империи и её колоний в годы Первой мировой, винтовка Ли-Энфилд и пулемёт «Виккерс», были достаточно прочным и надёжным оружием. Оно оставалось на вооружении армии всю Вторую мировую. Позже к ним присоединился лёгкий ручной пулемёт Bren. Большая часть остального оборудования устарела и должна была быть заменена. Однако для его производства потребовались бы новые заводы, средства на которые кабинет Мензиса утверждал медленно. Британская официальная история утверждает, что учения 6-й австралийской пехотной дивизии в Палестине было «энергичным и реалистичным», однако дополняет, что оно было затруднено из-за нехватки оборудования. Этот дефицит постепенно устранялся благодаря поставкам из Британии и других её сателлитов. Такие же проблемы были и у Королевских австралийских военно-воздушных сил (англ. Royal Australian Air Force, RAAF) — они были вынуждены отправляться на фронт без машин и лишь потом получать их у британцев.

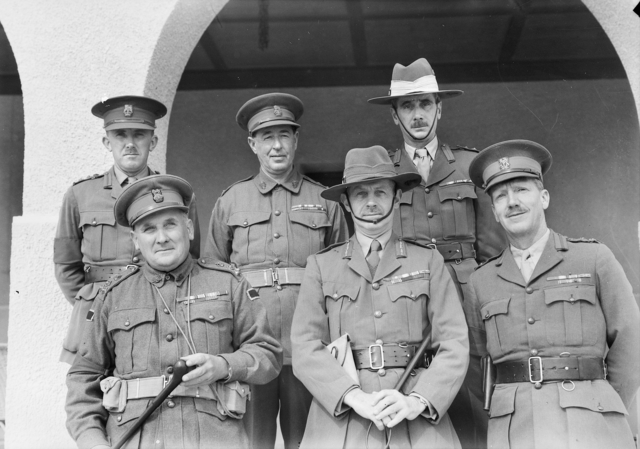
Офицеры 6-й австралийской пехотной дивизии. Спереди слева—направо: бригадный генерал Артур Аллен, командир 16-й пехотной бригады; главнокомандующий генерал-майор Ивен Маккей; бригадный генерал Робертсон, Хорас, командир 19-й пехотной бригады; Сзади слева—направо: полковник Френк Берриман, начальник штаба Маккея; бригадный генерал Стэнли Севидж, командир 17-й пехотной бригады и генерал-квартирмейстер Джордж Вэсей. Все шестеро являются кавалерами ордена «За выдающиеся заслуги», полученным за участие в Первой мировой войне.

Несмотря на внутреннее соперничество между офицерами запаса и штаба, штаб 6-й австралийской пехотной дивизии был достаточно эффективной организацией. Бригадный генерал Джон Хардинг, начальник штаба 13-го корпуса учился в штабном колледже в Кемберли вместе с начальном штаба Маккея, полковником Френком Берриманом, в О’Коннор был там инструктором. Позже Хардинг называл штаб «одним из лучших своих воспоминаний о войне, а также очень эффективной машиной». Австралийская военная доктрина подчёркивала важность самостоятельности младших офицеров, а небольшие подразделения были обучены разведке боем, в том числе и ночью.
Когда в декабре 1940 года 6-я австралийская пехотная дивизия заняла позиции в районе Бардии, она всё ещё испытывала нехватку боеприпасов и качественного вооружения. Артиллерийских полков в дивизии было два, а не три, как полагалось по уставу, и только один из них был оснащён новыми 25-фунтовыми орудиями, которые получил в этом же месяце. Второй всё ещё был оснащён устаревшим вооружением — двенадцатью 18-ю фунтовыми пушками и двенадцатью 4,5-дюймовыми гаубицами. Из авиации у австралийцев имелась лишь одна эскадрилья; оставшаяся часть полка была развёрнута для развёрнута для защиты пограничных постов в Джагбубе и оазисе Сива. Австралийский пулемётный батальон был переброшен на Британские острова, а его место заняло британское подразделение, 1-й нортумберлендский стрелковый полк. Противотанковый полк также был задействован на другом участке, поэтому каждая пехотная бригада сформировала свою противотанковую роту. Однако они испытывали проблемы с нехваткой вооружения — в наличии было лишь 11 2-фунтовых орудий вместо необходимых 27-ми. Пехотным батальонам особо не хватало миномётов и боеприпасов к противотанковым ружьям Boys.
Чтобы компенсировать нехватку, О'Коннор усилил артиллерийскую часть 6-й австралийской пехотной дивизии бригадного генерала Эдмунда Херринга частью артиллерийских подразделений 13-го корпуса: 104-м полком королевской конной артиллерии «Эссекс Йоменри», оснащённый шестнадцатью 25-фунтовыми орудиями; батареей F с двенадцатью орудиями; 51-м полком с двадцатью четырьмя пушками и 7-й средний полк, на вооружении которого находились два 60-фунтовых орудия, восемь 6-дюймовых гаубиц и восемь 6-дюймовых пушек.
Позиции итальянских орудий были обнаружены союзниками с помощью звукометрии 6-м разведывательным полком королевской конной артиллерии. Остальные позиции противника были открыты из-за начала обстрела ими австралийских патрулей, которые каждую ночь наносили на карту место расположения противотанкового рва и заграждений из колючей проволоки. Аэрофотоснимки позиций были сделаны самолётами Westland Lysander 208-й эскадрильи RAAF при сопровождении истребителей-бипланов Gloster Gladiator 3-й эскадрильи RAAF. Британская разведка оценила численность постоянного гарнизона крепости в двадцать — двадцать три тысячи человек при 100 орудиях, а также определило наличие до шести средних и семидесяти лёгких танков, что позднее было оценено австралийской официальной историей как серьёзный провал разведки, поскольку машин и людей у итальянцев было много больше.
В канун Рождества 1940 года О'Коннор посетил Маккея в штабе дивизии и приказал ему подготовить нападению на крепость. Он рекомендовал организовать на базе построение из 23 «Матильд» 7-го королевского танкового полка, которые оставались в рабочем состоянии, и под их прикрытием атаковать лишь двумя бригадами, оставив третью для дальнейшего наступления на Тобрук. Однако Маккей не разделял оптимистичного настроя О'Коннора о возможности быстрой победы над противником и разрабатывал план дальнейших действий исходя из предположения, что итальянцы будут держать крепость до последнего и что для её взятия потребуется настолько же хорошо спланированная атака как при взятии линии Гинденбурга в 1918 году. План, разработанный Маккеем и начальником его штаба полковником Фрэнком Берриманом предусматривал нападение на западную линию обороны Бардии силами шестнадцатой австралийской пехотной бригады (бригадный генерал Артур Аллен) на стыке секторов Gerfah и Ponticelli. Предполагалось, что такая атака собьёт противника с толку. Оборона здесь была слабее, чем в секторе Mereiga, местность была благоприятна для применения «Матильд», а артиллеристы могли занять хорошие наблюдательные позиции. При наиболее благоприятном стечении обстоятельств атака здесь и вовсе могла разделить крепость надвое. Семнадцатая австралийская пехотная бригада под командованием генерала Стэнли Севиджа затем использовала бы брешь в обороне на втором этапе атаки. Большая часть артиллерии, будучи сгруппирована под командованием британского подполковника Дж. Фроуэна должна была бы поддерживать первую из бригад; вторую бы поддерживал 2-й полк. В таком случае плотность расположения артиллерии — 96 пушек на 730-метровом участке фронта — бала бы сопоставима с битвой на канале Сент-Кантен, когда на фронте в 6,4 километра было 360 орудий. Маккей настаивал, что каждому солдату требуется 120 патронов для успешного завершения атаки. Дожидаясь, пока боеприпасы поступят в распоряжение армии, атака была отложена до 3 января.

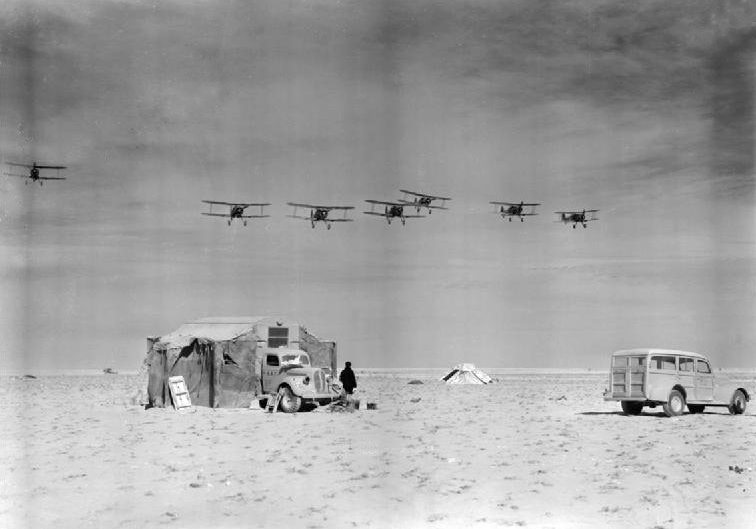
Самолёты-бипланы Gloster Gladiator из 3-й эскадрильи Королевских австралийских военно-воздушных сил возвращаются на посадочную площадку недалеко от Саллума после патрулирования над Бардией

Во много успех операции зависел от сил «Нила», что перебрасывали вперёд топливо, воду и припасы. Ассистент генерал-адъютанта и генерал-квартирмейстер 6-й австралийской дивизии Джордж Алан Вэсей тогда сказал: «Это война квартирмейстеров» (англ. This is a Q war). Захваченные итальянские машины использовались союзниками для переброски грузов везде, где это возможно. 12 декабря резервная рота австралийской армии захватила более 80 итальянских дизельных грузовиков грузоподъёмностью в 5-6 тонн. 15 декабря к ним присоединились ещё 50 грузовиков грузоподъёмностью в 7,5 тонн. При этом союзники были мало знакомы с устройством дизельных двигателей, что привело к частным поломкам; ввиду отсутствия подобных машин в армии не было и запчастей для них. К концу месяца автопарк «Нила» составлял лишь 40% от штатной численности.
Припасы хранились на 8-м складе сил полевого снабжения в Саллуме, где отрядами корпуса королевских инженеров был построен причал. 18 декабря в порту приступили к работе войска 16-й стрелковой бригады. Вскоре к ним присоединились две роты инженеров Кипрского полка и отряд инженеров Палестинского полка. Вскоре припасы были доставлены туда отрядами новозеландцев.
Порт подвергался обстрелам со стороны защитников Бардии из средних орудий, а также воздушным атакам итальянских ВВС. При этом в Саллуме находилась лишь одна батарея противовоздушной обороны. В канун Рождества в результате воздушного налёта итальянцев было убито или ранено около 60 солдат Новой Зеландии и Кипра. 26 декабря восемь бипланов Gloster Gladiator из 3-й эскадрильи RAAF перехватили десять бомбардировщиков Savoia-Marchetti SM.79, которые передвигались в сопровождении 24 истребителей-бипланов Fiat CR.42 над заливом Саллум. Согласно австралийской официальной истории, было сбито два истребителя и повреждено три бомбардировщика.
23 декабря водовоз St. Myriel прибыл в Саллум с 3000 тонн воды. В то же время монитор Терор доставил ещё 200 тонн. Прибывшую воду отводили в резервуары в форте Капуццо. Несмотря на итальянские налёты, союзникам удалось заполнить 8 складов семидневным запасом топлива, патронов и амуниции, в том числе 500 снарядами на каждое из имеющихся орудий. В последнюю минуту были предприняты усилия по ликвидации оставшейся нехватки продовольствия для 6-й австралийской дивизии. В ходе последних нескольких дней перед боем было получено 95 дополнительных машин, из которых 80 предназначались для перевозки боеприпасов. Была роздана партия из 11 500 кожаных курток без рукавов для защиты от холода и колючей проволоки, а также 3500 трофейных итальянских кусачек. Прибыло около 300 пар перчаток и маркировочная лента, протяжённостью 9,1 километра. До наступления на тот момент оставалось несколько часов. Перчатки передали солдатам, а вот лента так и не попала в 16-ю пехотную бригаду вовремя. Из-за этого фланель для чистки винтовок была разорвана на полоски и использовался вместо неё.

## Ход боевых действий

### Военно-воздушная и военно-морская подготовки

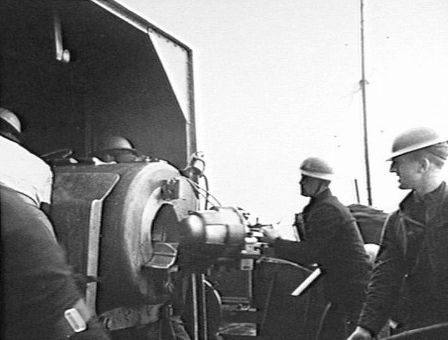
Орудийная команда HMS Ladybird обстреливает Бардию перед началом наступления. 2 января 1941 года

В декабре на Бардию была совершена серия авиационных налётов с целью убедить гарнизон в бессмысленности сопротивления и заставить его отступить. Когда стало ясно, что итальянцы намерены стоять и сражаться, союзники принялись бомбардировать авиабазы вокруг Тобрука, Дерны и Бенины. Однако в преддверии штурма в период с 30 декабря 1940 по 2 января 1941 года атаки на Бардию возобновились. За четыре дня RAAF и Королевские ВВС Великобритании совершили около сотни вылетов на Бардию. Кульминацией военно-воздушной подготовки операции стал налёт тяжёлых бомбардировщиков Vickers Wellington и Bristol Bombay в ночь на 3 января. Кроме того самолёты Westland Lysander помогали передавать координаты для наведения артиллерии союзников. В это же время истребители трёх эскадрилий RAAF патрулировали участок между Бардией и Тобруком.
Утром 3 января был совершён обстрел с моря линейными кораблями «Куин Элизабет» — HMS Warspite, HMS Valiant и HMS Barham, — а также их эсминцами сопровождения. С авианосца HMS Illustrious совершались вылеты авиации прикрытия. В ходе подготовки к операции эти корабли выпустили двести сорок четыре 380-мм, двести семьдесят 150-мм и двести сорок 110-мм снарядов. Мониторы HMS Terror и канонерские лодки HMS Ladybird, HMS Aphis и HMS Gnat продолжали вести огонь на протяжении всего боя. В какой-то момент обстрел из «Террора» привел к тому, что часть скалы недалеко от города обрушилась, утащив с собой некоторые итальянские орудия, стоящие на этих позициях.

### Наземная операция
1 января 1941 года Арчибальд Уэйвелл установил, что итальянские войска покидают Бардию. 3 января начался штурм города. В первом эшелоне действовали 22 танка «Матильда», которым итальянцам было нечего противопоставить; впоследствии командир австралийской 6-й дивизии генерал-майор Макэй заявил, что для него каждый танк «Матильда» был равнозначен целому пехотному батальону. Впрочем, итальянцы особо не желали воевать: когда британские войска начали наступление, по ним открыли огонь лишь одно итальянское орудие и один пулемёт. Солдаты укрылись в пещерах, а когда британцы, преодолев инженерные заграждения, вошли в город, то их противники с заранее заготовленными белыми флагами вышли из убежищ и сдались в плен.

## Итоги и последствия
В британский плен попало порядка 35 тысяч итальянских солдат, трофеями победителей стали свыше 450 орудий и более сотни танков.
Сразу же после взятия Бардии британская 7-я бронетанковая дивизия двинулась на запад с задачей изолировать Тобрук до подхода австралийской пехоты.
Командующий группой итальянских войск Аннибале Бергонцоли с группой солдат отступил в Тобрук и был взят в плен позднее, несколько недель спустя.

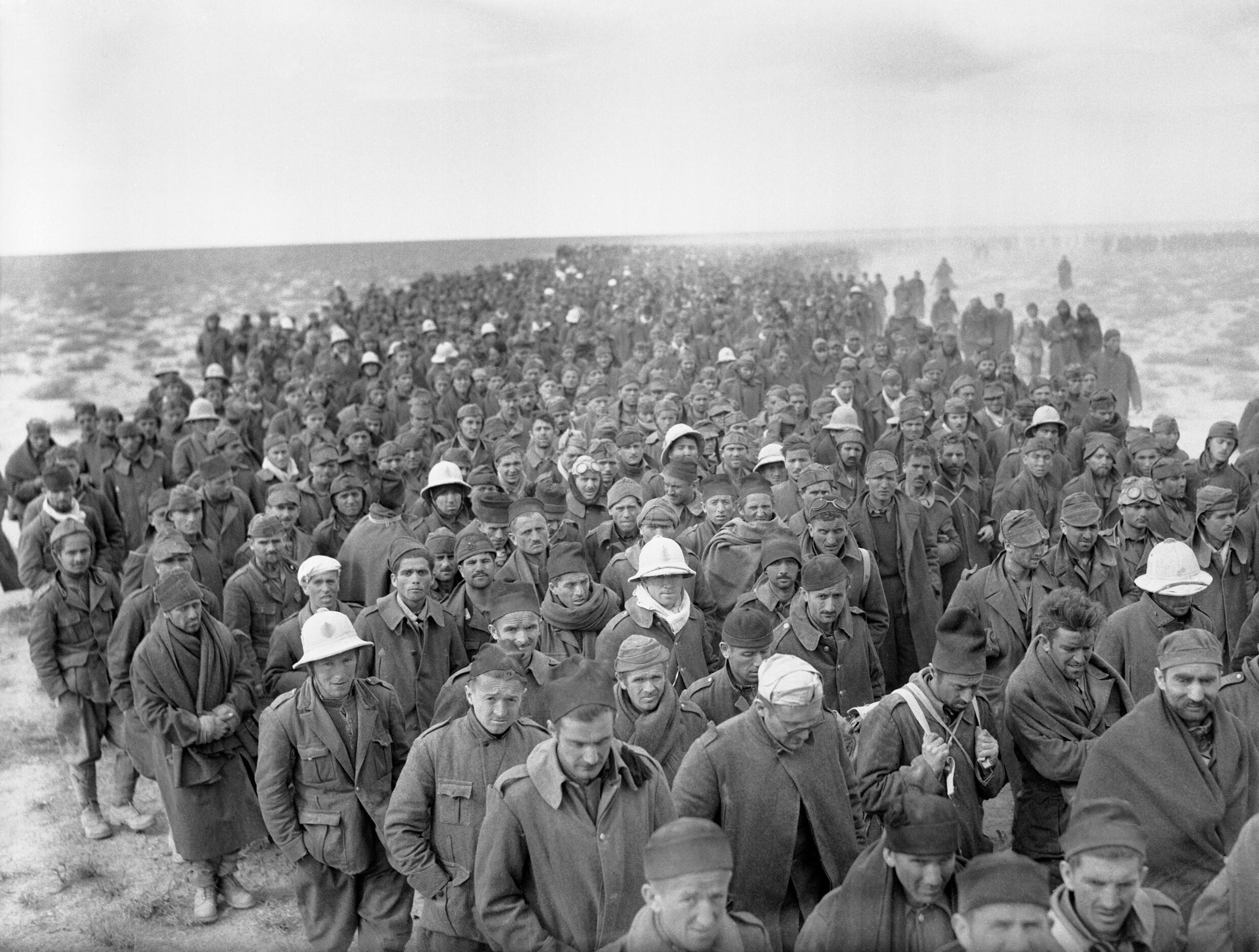
Сдавшиеся в Бардии итальянские войска идут в британский плен, 6 января 1941 года.
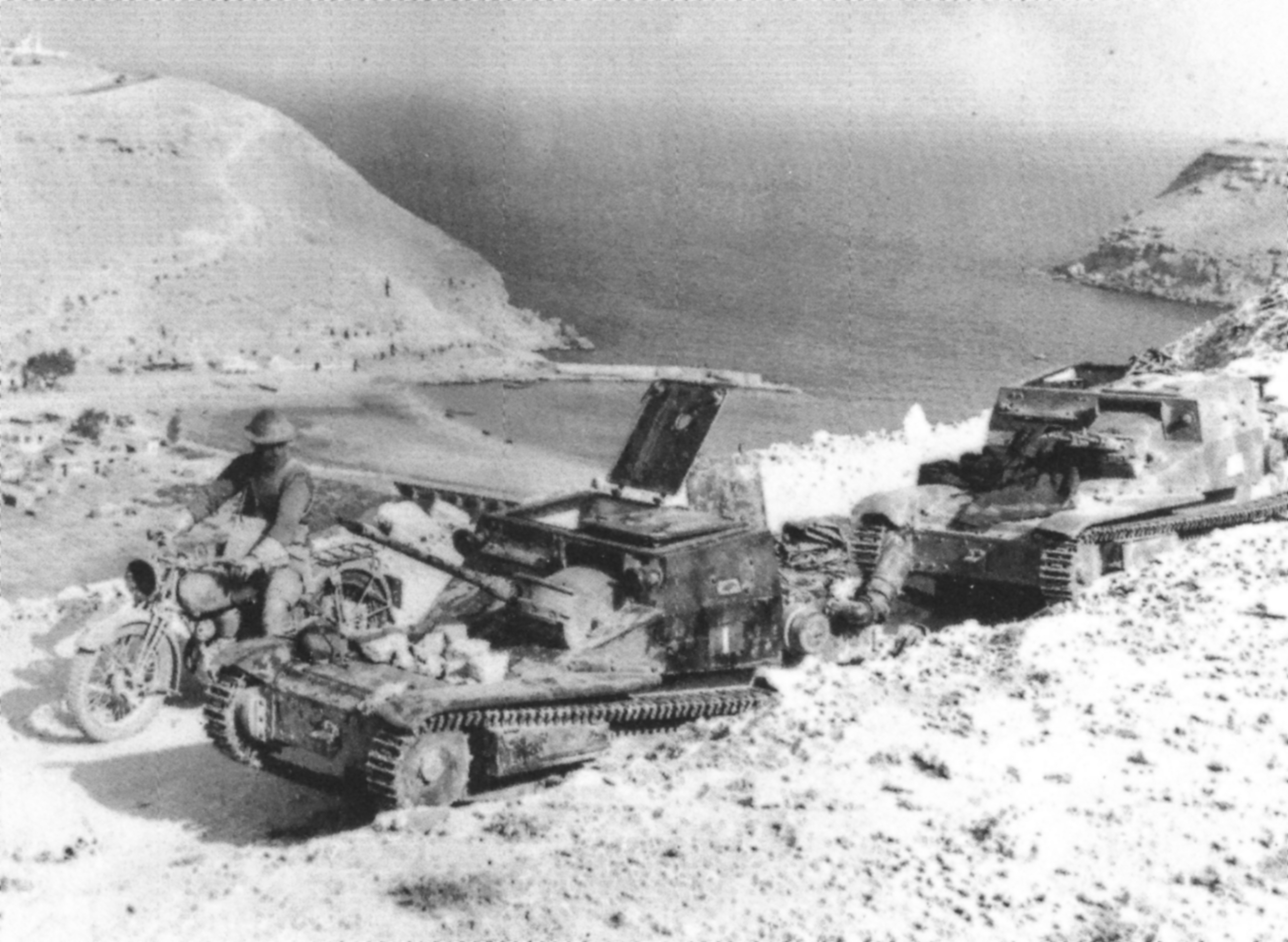
Захваченные итальянские танкетки L3/35 в ходе битвы за Бардию, 1941.